# Etxebarri (métro de Bilbao)
Pour la commune, voir Etxebarri.
Etxebarri est une station commune à la ligne 1 et la ligne 2 du métro de Bilbao. Elle est située sur la commune d'Etxebarri dans la province de Biscaye de la communauté autonome du Pays Basque, en Espagne.

## Situation sur le réseau
Établie en surface, la station Etxebarri du tronçon commun de la ligne 1 et la ligne 2 du métro de Bilbao, est située : sur la ligne 1, avant la station Bolueta, en direction du terminus nord-ouest Plentzia ; sur la ligne 2, entre la station Ariz, en direction du terminus sud-est Basauri, et Bolueta, en direction du terminus ouest Kabiezes.

## Histoire
La station Etxebarri, commune aux lignes 1 et 2 du métro de Bilbao, est mise en service le 8 janvier 2005, lors de l'ouverture à l'exploitation du prolongement de Bolueta à Etxebarri. Elle devient une station de passage le 28 février 2011 lors du prolongement de la ligne 2 de Etxebarri à Ariz.

## Services aux voyageurs

### Accès et accueil
Elle dispose d'un unique accès situé sur la rue Ametzola.

### Desserte
Aiboa est desservie par des rames des lignes 1 et 2 du métro.

### Intermodalité
La station est en correspondance avec les lignes 1 et 2 du réseau d'autobus d'Etxebarri. Un parc relais est situé à proximité.